# Étage nival

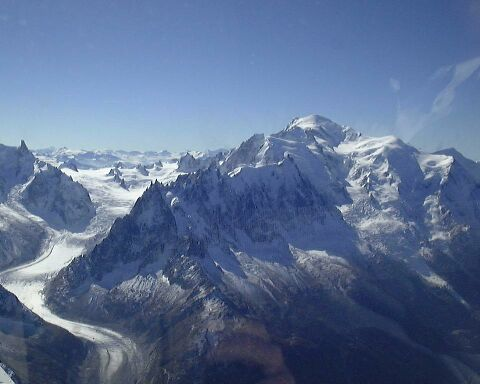
Massif du mont Blanc en été : l'étage nival correspond à la partie enneigée qui le reste toute l'année, la partie sombre en dessous correspond à l'étage alpin. La délimitation entre les deux zones est une ligne clairement horizontale située à 3000 m environ.

L'étage nival, appelé aussi étage des neiges éternelles commence dès les premières neiges éternelles. Dans l'étagement altitudinal, il succède à l'étage alpin. L'étage nival est caractérisé par une durée d'enneigement supérieure à la période de déneigement par fonte ou sublimation. Glaciers et rochers prédominent. La majorité des précipitations s'y font sous forme de neige.
Les neiges ou plutôt glaces de cet étage ne sont en réalité pas éternelles : elles sont en constante régénération, les glaces plus anciennes sont poussées par la formation des nouvelles et sont en reptation continue vers l'étage inférieur. Le caractère dit éternel de ces massifs est menacé par le réchauffement climatique anthropique, avec des conséquences encore incomplètement comprises, pour l'agriculture et la sylviculture notamment.

## Altitude et latitudes

Représentation schématique des différents étages de végétation dans les Alpes.

À la surface émergée de la Terre, les deux principaux paramètres de l'étage nival sont l'altitude, et la latitude, ; puis la climatologie régionale, en termes notamment d'enneigement, de température moyenne et d'amplitude de variation intersaisonnière ; puis l'exposition au soleil (ubac-adret) selon la latitude (nul à l'équateur et aux pôles, maximal vers 60° de latitude) et la pente ; puis la chaleur du sol (si volcan actif) et la distance à la mer[réf. souhaitée].
| Massif                        | Latitude moyenne | Altitude minimale (Ubac-Adret) |
| ----------------------------- | ---------------- | ------------------------------ |
| Svalbard                      | 78°N             | 0300–0600 m                    |
| Scandinavie au cercle polaire | 67°N             | 1 000–1 500 m                  |
| Islande                       | 65°N             | 0700–1 100 m                   |
| Sud de la Scandinavie         | 62°N             | 1 200–2 200 m                  |
| Nord des Alpes                | 46°N             | 2 500–2 800 m                  |
| Alpes centrales               | 45°N             | 2 700–2 900 m                  |
| Sud des Alpes                 | 44°N             | 2 900–3 200 m                  |
| Pyrénées                      | 43°N             | 2 900–3 200 m                  |
| Caucase                       | 43°N             | 2 700–3 800 m                  |
| Corse                         | 42°N             | 2 600–2 700 m                  |
| Karakoram                     | 36°N             | 5 400–5 800 m                  |
| Pamir                         | 32°N             | 4 300–4 500 m                  |
| Himalaya                      | 30°N             | 4 800–6 000 m                  |
| Kenya                         | 0°               | 4 600–4 700 m                  |
| Nouvelle-Guinée               | 2°S              | 4 600–4 700 m                  |
| Andes en Équateur             | 2°S              | 4 800–5 000 m                  |
| Kilimandjaro                  | 3°S              | 5 500–5 600 m                  |
| Andes au Chili                | 27°S             | 5 800–6 500 m                  |
| Nouvelle-Zélande              | 43°S             | 1 600–2 700 m                  |
| Terre de Feu                  | 54°S             | 0800–1 300 m                   |
| Antarctique                   | 70°S             | 00–0400 m                      |

## Flore

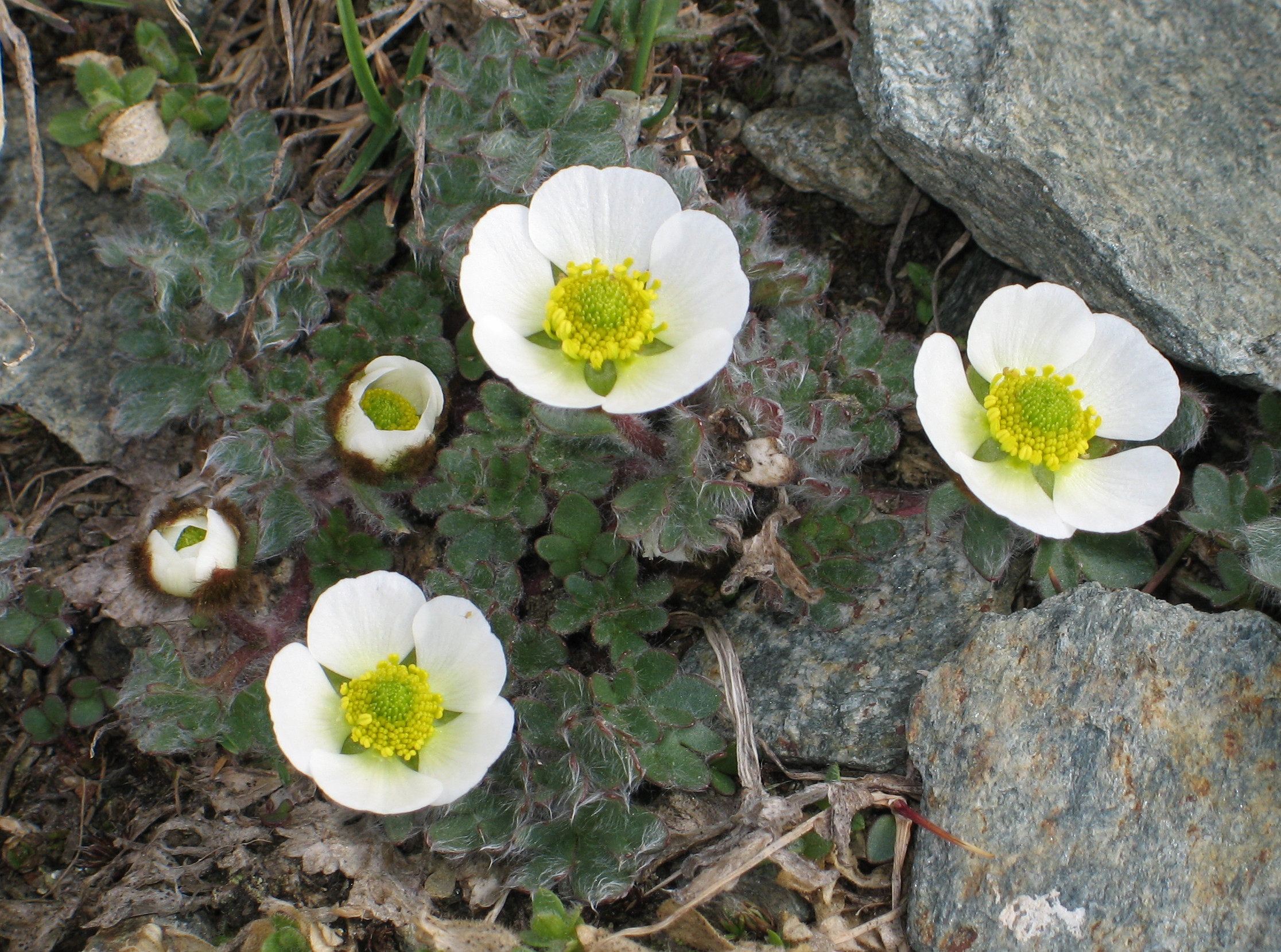
Renoncule des glaciers, l'une des rares plantes capables de vivre dans l'étage nival.

La végétation de l'étage nival se résume essentiellement à des mousses et lichens, ainsi qu'à des algues et bactéries photosynthétiques, hormis quelques rares stations d'espèces isolées de plantes à fleurs qui survivent au froid et à l'enneigement dans des zones de microclimats le permettant. Certaines plantes peuvent ainsi encore pousser au-delà de 4 000 mètres (en Europe) comme la renoncule des glaciers.
Le réchauffement climatique vient modifier les zones de répartition des espèces, et pose indirectement des problèmes nouveaux pour l'agriculture et la sylviculture.

## Faune
En ce qui concerne les oiseaux, on y rencontre les chocards à bec jaune, lagopèdes, accenteurs alpins et autres niverolles alpines.

## Pédologie
Le sol présente peu de matière organique (issue de mousses ou d'encroûtements lichéniques, et algo-bactériens, ou encore d'excréments ou de cadavres animaux) et gelé presque toute l'année (cryosphère). C'est une ébauche de sol. Les plantes pionnières ou adaptées au milieu poussent alors surtout dans les failles de la roche désagrégée par la reptation de la glace ou les chocs thermiques.

## Tendances à la régression de l'étage nival
Les zones toujours enneigées, comme les glaciers, subissent depuis quelques décennies une régression marquée à l'échelle mondiale en raison du réchauffement climatique anthropique, responsable d'une hausse de l'isotherme dans toutes les hautes montagnes et chaînes montagneuses (Alpes, Himalaya, cordillère des Andes et montagnes Rocheuses notamment), comme dans les régions polaires. « Le changement climatique touche deux à trois fois plus rapidement les grands massifs montagneux que le reste de la planète » : l'enneigement annuel est globalement en réduction, tant en superficie mondiale, qu'en épaisseur du manteau neigeux, avec une augmentation de la durée de la saison sans neige.
Selon les projections du GIEC, si les émissions de gaz à effet de serre ne sont pas réduites drastiquement, l'étage nival pourrait disparaître totalement dans certaines chaînes de montagnes d'ici la fin du XXIe siècle, avec des conséquences majeures pour la biodiversité, l'agriculture, l'hydroélectricité et les populations locales dépendantes de ces ressources.